# Castillonroy
Castillonroy (auf Katalanisch Castellonroi ) ist eine Gemeinde in der Provinz Huesca in der Autonomen Gemeinschaft Aragonien in Spanien. Sie liegt im Osten der Comarca La Litera.

## Gemeindegebiet
Zur Gemeinde gehören folgende Ortschaften:
- Castillonroy oder Castellonroi
- Piñana
- Santa Ana

## Bevölkerungsentwicklung seit 1991
| 1991 | 1996 | 2001 | 2004 | 2008 |
| ---- | ---- | ---- | ---- | ---- |
| 245  | 444  | 427  | 410  | 391  |

## Sehenswürdigkeiten
- Pfarrkirche Nuestra Señora de la Asunción im Barockstil
- Romanische Einsiedelei San Salvador